# Halyna Kruk
Pour les articles homonymes, voir Kruk.
Halyna Kruk (ukrainien : Гали́на Григо́рівна Крук ), née le 30 novembre 1974 à Lviv, est une écrivaine, traductrice, éducatrice et critique littéraire ukrainienne. Son nom de famille s'écrit également avec la graphie Krouk,.

## Biographie
Halyna Kruk est née à Lviv, en Ukraine et étudie à l'Université de Lviv, obtenant un doctorat en littérature ukrainienne en 2001. Elle soutient sa thèse sur le thème "Le baroque ukrainien : poétique du style et du genre". Elle occupe une chaire d'études littéraires à l'université de Lviv, où elle est spécialisée dans la littérature ukrainienne médiévale,.

## Carrière littéraire
Halyna Kruk écrit principalement de la poésie, mais aussi de la prose et de la fiction pour les enfants. Ses textes sont publiés dans diverses revues littéraires. Elle a remporté des prix en Ukraine et à l'étranger.
Ses deux premiers recueils de poésie sont publiés en 1997 : Mandry u Poshukakh Domu (« Voyages à la recherche de la maison ») et Slidy na Pisku (« Empreintes sur le sable »). Ses livres pour enfants sont traduits dans quinze langues, et ses poèmes en allemand et en russe. Son travail est également inclus dans diverses anthologies.
Halyna Kruk traduit les œuvres d'autres écrivains du polonais vers l'ukrainien mais aussi du russe et du biélorusse. Elle a notamment participer à la traduction des œuvres des auteurs Wisława Szymborska et Stanisław Lem.

## Collaborations
Halyna Kurk travaille avec divers autres artistes dans le cadre de projets audiovisuels et littéraires, et notamment le projet Songs of the Land of OS avec Yuri Izdryk et la formation Cube, ou Co(an)existence avec O. Khoroshko et R. Bardun.

## Distinctions
Halyna Kruk a été vice-présidente de la branche ukrainienne de l'organisation d'écrivains PEN. En 1996-1997, elle remporte deux prestigieux concours littéraires, le Ptyvitannia Zhyttia et le Granoslov. 
En 2003 et 2010, la poétesse est lauréate d’une bourse Gaude Polonia, décernée par le ministère polonais de la Culture. En 2003, elle remporte également le concours international « Step by Step » pour les livres pour enfants. Elle a également participé au programme du Centre Balte pour Écrivains et Traducteurs (BCWT),,,. En 2005, Halyna Kurk obtient la bourse HOMINES URBANI de la Villa Decius à Cracovie.

## Œuvres
- (uk) Mandry u poszukach domu, 1997, poésie
- (uk) Slidy na pisku, 1997, poésie
- (uk) Marko Travels Around the World, 2003, littérature jeunesse
- (uk) It’s Hard to Be the Youngest, 2003, littérature jeunesse
- (uk) Obłyczczia poza switłynoju, 2005, poésie
- (uk) Spiw/isnuwannia, 2013
- (uk) Dorosłau, 2017